# Synanthedon tenuis
Synanthedon tenuis is een vlinder uit de familie wespvlinders (Sesiidae), onderfamilie Sesiinae.
Synanthedon tenuis is voor het eerst wetenschappelijk beschreven door Butler in 1878. De soort komt voor in het Palearctisch gebied.